# Dãy xi-lanh

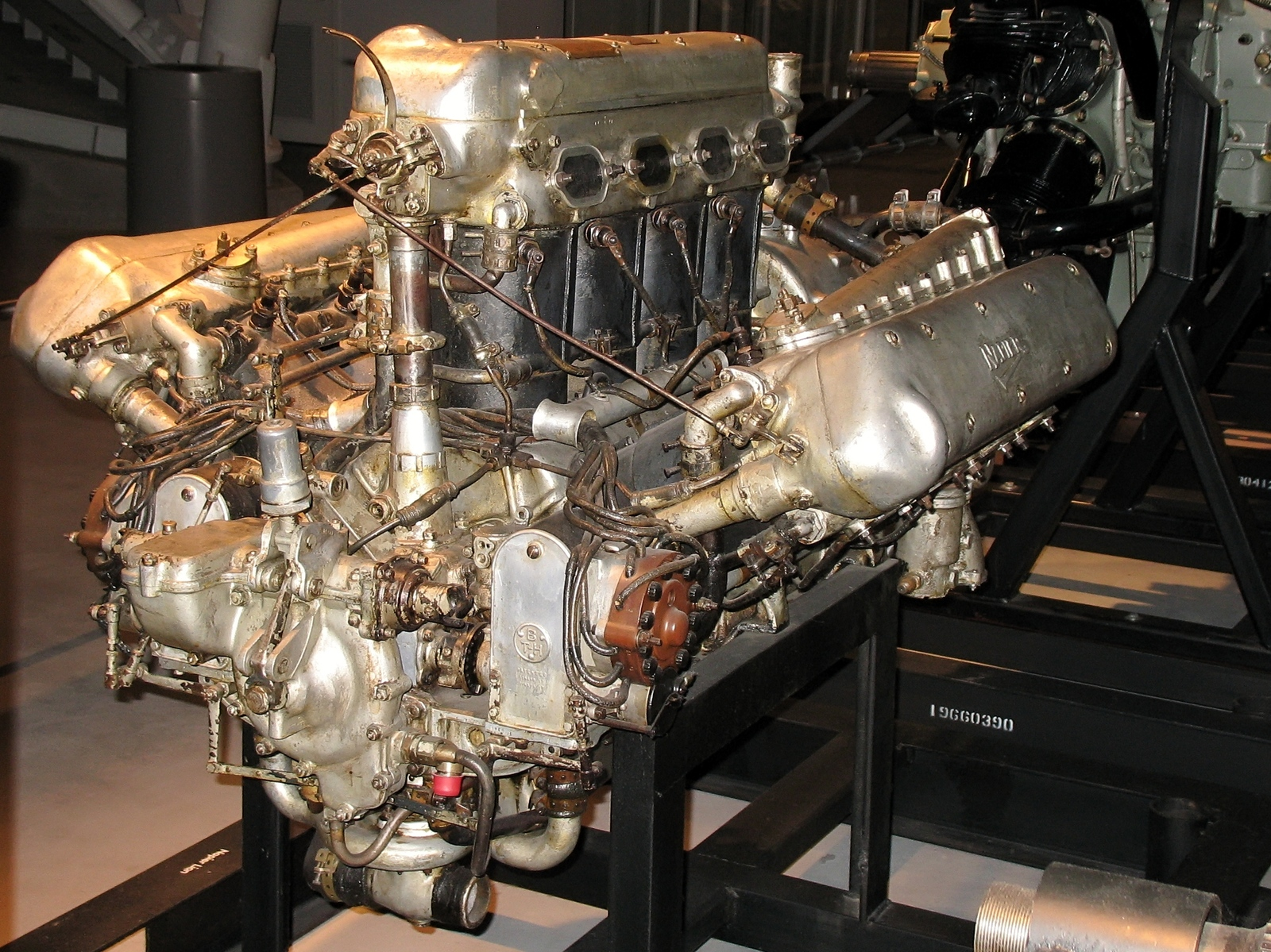
Động cơ máy bay Napier Lion II 1919 với ba dãy xi lanh

Động cơ piston thường được bố trí sao cho các xi lanh nằm song song với trục khuỷu. Khi chúng cùng ở trong một hàng duy nhất, nó được gọi là động cơ xi lanh thẳng hàng.
Nơi các xi lanh được sắp xếp thành hai hoặc nhiều dãy (như trong động cơ V hoặc động cơ nằm ngang), mỗi dòng xi lanh được gọi là một dãy xi lanh. Góc giữa các dãy xi lanh được gọi là "góc nghiêng". Động cơ có nhiều dãy xi lanh ngắn hơn động cơ thẳng và có thể được thiết kế để loại bỏ các lực không cân bằng từ mỗi dãy xi lanh, nhằm giảm độ rung.

## Số xi lanh
Động cơ với sáu xi lanh rất phổ biến  là động cơ có xi lanh bố trí thẳng (còn gọi là 'động cơ nội tuyến') hoặc động cơ V. Đối với động cơ có nhiều hơn sáu xi lanh, bố trí kiểu động cơ V được dùng phổ biến hơn. Động cơ có ít hơn sáu xi lanh thường sử dụng bố trí xi lanh thẳng hàng.
Có những trường hợp ngoại lệ cho điều này: tám động cơ xi lanh bố trí thẳng đã được tìm thấy trên một số xe hơi sang trọng từ 1919-1954; một số động cơ V4 cũng đã được sản xuất, chẳng hạn như động cơ phía ngoài biển với trục khuỷu dọc; và động cơ hai xi lanh (hiện nay hiếm khi được sử dụng cho ô tô) thường được sử dụng cho xe máy ở cả hai bố cục thẳng, V-Twin hoặc phẳng đôi.

## Số dãy xi lanh
Bố cục phổ biến nhất cho các động cơ có năm hoặc ít hơn xi lanh là cho một ngân hàng xi lanh duy nhất, được gọi là xi lanh bố trí thẳng (hoặc 'nội tuyến'). Trong lịch sử, động cơ sáu xi lanh sử dụng bố trí thẳng, tuy nhiên bố trí chữ V (với hai bờ ba xi lanh mỗi cái) hiện phổ biến hơn cho động cơ sáu xi lanh trong những chiếc xe nhỏ hơn vì nó nhỏ gọn hơn ở bên ngoài. Nếu chiều dài tổng thể không phải là một giới hạn, chẳng hạn như đối với xe tải hoặc bộ máy phát điện, thì I6 vẫn phổ biến. Bố cục có hai ngân hàng (thường là bố trí V) được sử dụng cho hầu hết các động cơ có 8 xi lanh trở lên, để giảm thiểu chiều dài của động cơ.
| Số dãy xi lanh | Bố trí động cơ | Nhận xét |
| -------------- | -------------- | --- |
| Một            | Động cơ thẳng  | Cũng được gọi là 'công cụ nội tuyến'                                                                                         |
| Hai            | Động cơ V      | Một số động cơ V góc hẹp có một đầu xi lanh duy nhất được chia sẻ giữa hai dãy. </br> Ví dụ Động cơ VR và động cơ Lancia V4. |
| Hai            | Động cơ phẳng  | Nhiều động cơ phẳng được gọi là động cơ boxer                                                                                |
| Số ba          | Động cơ W      | Hoặc ba hoặc bốn xi lanh |
| Bốn            | Động cơ W      | Hoặc ba hoặc bốn xi lanh |

## Ưu điểm của động cơ nhiều dãy xi lanh
Ưu điểm chính của động cơ đa xi lanh là chiều dài ngắn hơn và trong một số trường hợp, khả năng có ít rung hơn do cân bằng động cơ tốt hơn. Sự cân bằng này đạt được khi các lực lượng từ một dãy bị hủy bỏ bởi lực lượng từ một xi lanh ở một ngân hàng khác. Nó phụ thuộc vào cách bố trí của trục khuỷu nhiều hơn so với các dãy xi lanh: các mặt phẳng mà các pít-tông được bố trí, do đó thời gian và độ rung của chúng, phụ thuộc vào cả hai góc xi lanh và các góc của trục khuỷu.
Chiều dài ngắn hơn giúp dễ dàng đóng gói động cơ với số lượng xi lanh tăng vào không gian hạn chế có sẵn trong khoang động cơ. Nó cũng dẫn đến một cấu trúc cứng hơn cho cả hai trục khuỷu và cácte.

## Động cơ hướng kính

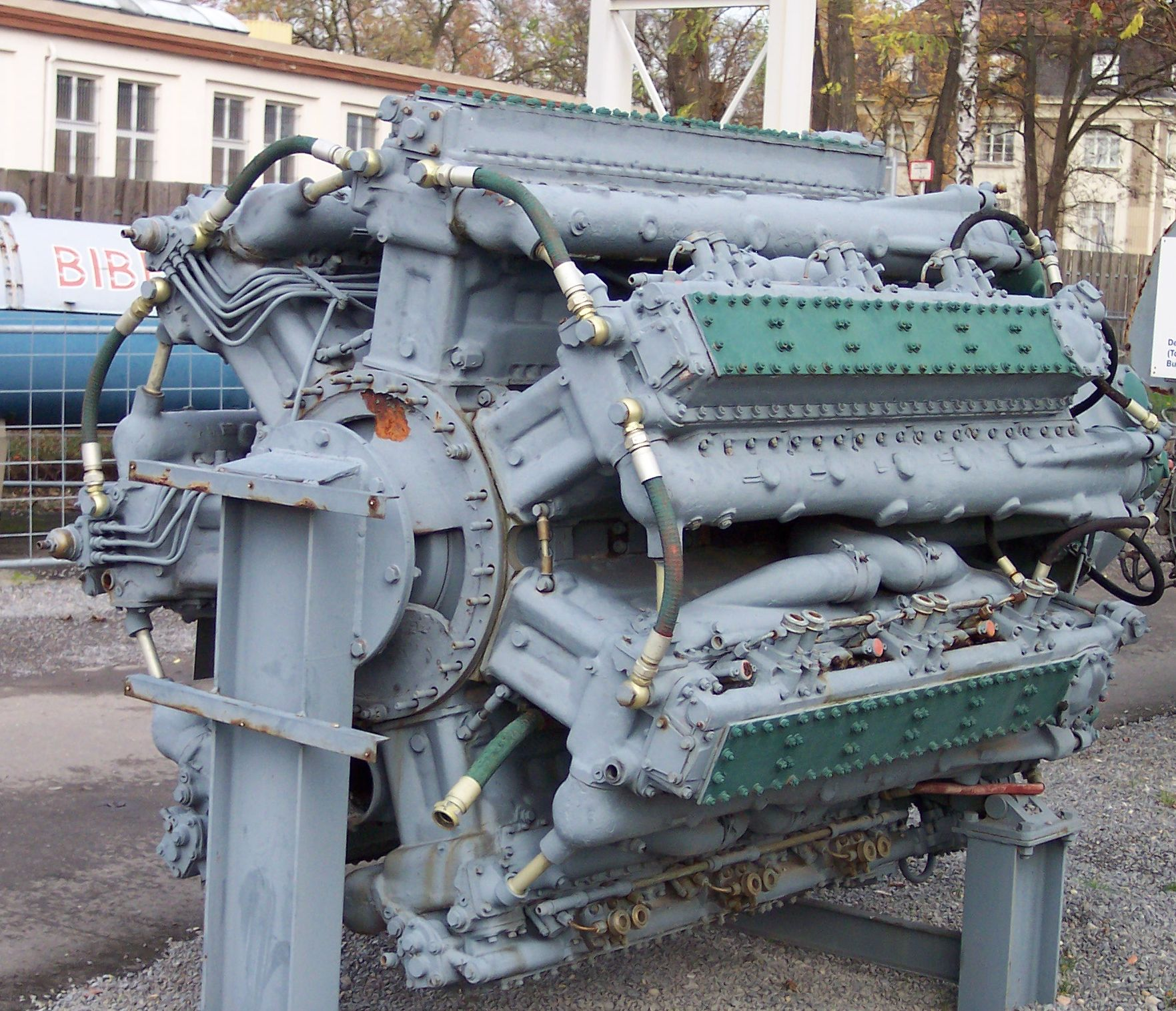
Động cơ tròn Zvezda M503

Trong động cơ piston hướng kính, hay còn gọi là động cơ hình sao, động cơ hướng tâm, các xi lanh được sắp xếp theo chiều ngang trong một vòng tròn. Các động cơ hướng kính đơn giản sử dụng một hàng (tức là một vòng tròn) hình trụ. Các động cơ hướng kính lớn hơn sử dụng hai hàng, hoặc thậm chí bốn. Tuy nhiên, các xi lanh trong động cơ hướng kính nhiều hàng được đặt hoàn toàn khác với động cơ nhiều dãy xi lanh điển hình khác; hầu hết các động cơ hướng kính cũng có số lượng xi lanh lẻ trong mỗi hàng và sắp xếp chúng giữa các hàng liên tiếp. Điều này được thực hiện để cải thiện luồng không khí trên các xi lanh của các động cơ làm mát bằng không khí này.
Một vài động cơ hướng kính hiếm, chẳng hạn như 1935-1941 Armstrong Siddeley Deerhound  và Zvezda M503 1970s được sắp xếp nhiều hàng để đưa xi lanh vào các dãy.